# Кансано
Канса̀но (на италиански: Cansano) е село и община в Южна Италия, провинция Акуила, регион Абруцо. Разположено е на 835 m надморска височина. Населението на общината е 280 души (към 2010 г.).